# Albert Venn Dicey
Albert Venn Dicey, född 4 februari 1835, död 7 april 1922, var en brittisk jurist. Han var bror till Edward Dicey.
Dicey blev advokat 1863, var professor i Oxford 1882–1909, och utnämndes till Queen's Counsel 1890. Diceys huvudintressen var statsrätt och internationell rätt. Hans mest kända verk är The privy council (2:a upplagan, 1887), Introduction to the study of the law of the constitution (8:e upplagan 1915) samt A digest of the law of England with reference to the conflict of laws (3:e upplagan 1922, 15:e 2012).